# Natronsjön

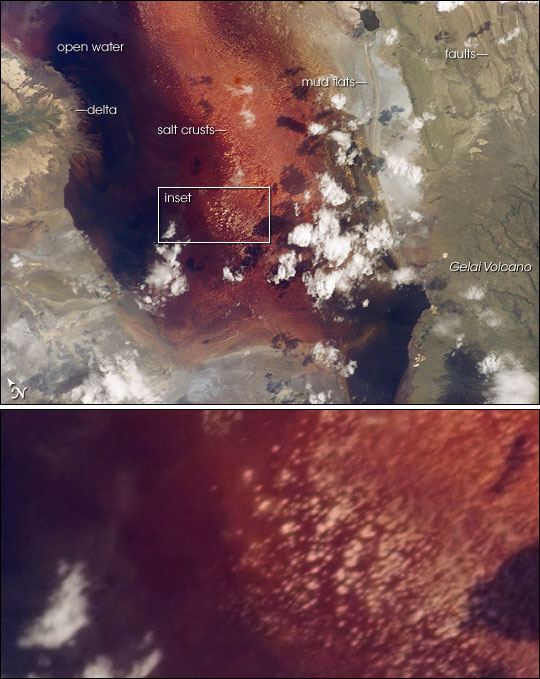
Den södra delen av Natronsjön (överst). Förkastningsavsatser och vulkanen Gelai kan också ses. Många nästan vita saltbeläggningar "flyter" omkring i de grundaste delarna av sjön (inzoomat).

Natronsjön (engelska: Lake Natron) är en salt och sodasjö i regionen Arusha i norra Tanzania. Sjön är belägen nära den kenyanska gränsen och ligger i Gregoryriften, som är en östlig förlängning av den östafrikanska riften. Sjön ligger inom Natronsjöns bäcken, ett Ramsarområde som består av våtmarker av internationell betydelse.
Sjöns främsta tillflöde är floden Södra Ewaso Ng'iro, som har sin källa i centrala Kenya. Ett annat tillflöde till sjön är också heta, mineralrika källor. Natronsjön är ganska grund, den är mindre än tre meter djup, och varierar i bredd beroende på vattennivån. Sjön är maximalt 57 kilometer lång och 22 kilometer bred. Det omgivande området får en oregelbunden säsongsnederbörd, främst mellan december och maj på totalt 800 mm per år. Sjöns temperatur är ofta över 40 °C.
Höga nivåer av avdunstning har lämnat efter sig natron (natriumkarbonatdekahydrat) och trona (natriumsesquikarbonatdihydrat). Alkaliteten i sjön kan nå ett pH-värde som är större än 12. Den omgivande berggrunden består av alkaliska, natriumdominerade trakytlavor som fastställdes under den pleistocena epoken. Lavorna har betydande mängder av karbonat, men mycket låga halter av kalcium och magnesium. Detta har gjort det möjligt för sjön att koncentrera sig till en frätande alkalisk saltsjö.